# بیت سوا
بیت سوا (به عربی: بیت سوا) یک روستا در سوریه است که در استان ریف دمشق واقع شده‌است. بیت سوا ۶٬۲۴۹ نفر جمعیت دارد.